# 2. deild Wysp Owczych (1996)
W roku 1996 odbyła się 53. edycja 2. deild Wysp Owczych – drugiej ligi piłki nożnej Wysp Owczych. W rozgrywkach brało udział 10 klubów z całego archipelagu. Klub z pierwszego miejsca awansował do 1. deild, a w tym sezonie był to NSÍ Runavík. Kolejny klub uzyskał prawo do gry w barażach, które EB/Streymur przegrał z FS Vágar i pozostał w drugiej lidze. Drużyna z ostatniego miejsca (SÍ Sørvágur) automatycznie spadała do ligi trzeciej, zaś przedostatnia rozgrywała baraż, który Skála ÍF przegrała z klubem B36 II Tórshavn i spadła.

## Uczestnicy
| Uczestnicy 2. deild Wysp Owczych 1995                                                                         | Uczestnicy 2. deild Wysp Owczych 1995 | Uczestnicy 2. deild Wysp Owczych 1995 | Uczestnicy 2. deild Wysp Owczych 1995 |
| --- | ------------------------------------- | ------------------------------------- | ------------------------------------- |
| HBII | HB II Tórshavn                        | 1                                     |                                       |
| EBS | EB/Streymur                           | 3                                     |                                       |
| FSVII | FS II Vágar                           | 5                                     |                                       |
| LÍF | LÍF Leirvík                           | 6                                     |                                       |
| KÍII | KÍ II Klaksvík                        | 7                                     |                                       |
| SÍ | SÍ Sørvágur                           | 8                                     |                                       |
| Nowi uczestnicy                                                                                               |                                       |                                       |                                       |
| SÍS | SÍ Sumba                              |                                       |                                       |
| Spadek z 1. deild Wysp Owczych 1995                                                                           |                                       |                                       |                                       |
| NSÍ | NSÍ Runavík                           | 10                                    |                                       |
| Awans z 3. deild Wysp Owczych 1995                                                                            |                                       |                                       |                                       |
| B68 II | B68 II Toftir                         | 1                                     |                                       |
| SKÁ | Skála ÍF                              | 2                                     |                                       |
| Oznaczenia: - kolumna pierwsza – skróty nazw drużyn, - kolumna trzecia – miejsce zajęte w poprzednim sezonie. |                                       |                                       |                                       |

## Tabela ligowa
| Lp. | Drużyna             | M  | Z  | R | P  | Bramki | Bramki | Różn. | Pkt | Uwagi              |
| --- | ------------------- | -- | -- | - | -- | ------ | ------ | ----- | --- | ------------------ |
| 1   | NSÍ Runavík (M) (A) | 18 | 12 | 3 | 3  | 65     | 22     | +43   | 39  | Awans do 1. deild  |
| 1   | HB II Tórshavn      | 18 | 12 | 2 | 4  | 71     | 35     | +36   | 38  |                    |
| 3   | EB/Streymur         | 18 | 10 | 4 | 4  | 54     | 32     | +22   | 34  | Baraże o 1. deild  |
| 4   | LÍF Leirvík         | 18 | 10 | 2 | 6  | 35     | 21     | +14   | 32  |                    |
| 5   | KÍ II Klaksvík      | 18 | 7  | 5 | 6  | 30     | 43     | −13   | 26  |                    |
| 6   | B68 II Toftir       | 18 | 7  | 4 | 7  | 28     | 40     | −12   | 25  |                    |
| 7   | SÍ Sumba            | 18 | 6  | 2 | 10 | 51     | 52     | −1    | 20  |                    |
| 8   | FS II Vágar         | 18 | 4  | 3 | 11 | 30     | 65     | −35   | 15  |                    |
| 9   | Skála ÍF (S)        | 18 | 3  | 4 | 11 | 25     | 44     | −19   | 13  | Baraże o 2. deild  |
| 10  | SÍ Sørvágur (S)     | 18 | 4  | 1 | 13 | 30     | 65     | −35   | 13  | Spadek do 3. deild |

### Baraże o 2. deild
| Drużyna 1                            | Wynik dwumeczu | Drużyna 2       | Pierwszy mecz | Drugi mecz |
| ------------------------------------ | -------------- | --------------- | ------------- | ---------- |
| Skála ÍF                             | 2-3            | B36 II Tórshavn | 2:2           | 0:1        |
| Po lewej gospodarz pierwszego meczu. |                |                 |               |            |

| 23 października 1996                                                                 | Skála ÍF                                  | 2:2   | B36 II Tórshavn                           |                                                       |
|                                                                                      | Arthur Johansen 56' · Tummas Johansen 68' | (0:2) | 32' Høgni í Jákupsstovu · 40' Jón Hardlei | Mýruhjalla, Skáli Sędzia: Árni Vang (ÍF Fuglafjørður) |
| Jan Højgaard 19' · Arthur Johansen 22' · Eirikur Joensen 33' · Asbjørn Mikkelsen 87' | 33' Høgni í Jákupsstovu                   | (0:2) |                                           | Mýruhjalla, Skáli Sędzia: Árni Vang (ÍF Fuglafjørður) |

| 26 października 1996  | B36 II Tórshavn     | 1:0   | Skála ÍF |                                                                           |
|                       | Flóvin Tór Næss 44' | (1:0) |          | Gundadalur (ovari vøllur), Tórshavn Sędzia: Arni Gunnarsson (HB Tórshavn) |
| Sonni í Innistovu 50' |                     | (1:0) |          | Gundadalur (ovari vøllur), Tórshavn Sędzia: Arni Gunnarsson (HB Tórshavn) |

B36 II Tórshavn w wyniku meczów barażowych dostał się do drugiej ligi.